# مارکو لیوایا
مارکو لیوایا (کرواتی: Marko Livaja؛ زادهٔ ۲۶ اوت ۱۹۹۳) یک بازیکن فوتبال اهل کرواسی است.